# Алтуфьевская речка
Алту́фьевская речка (Самотёка) — водоток в северной части Москвы, правый приток реки Чермянки. Длина примерно 5 км. Берёт начало из пруда рядом с селом Алтуфьево, проходит практически сразу же под Алтуфьевским шоссе и вдоль Алтуфьевского кладбища, затем вдоль северной границы Алтуфьевского лесопарка, ниже Мелиховской улицы заключена в бетонную конструкцию.

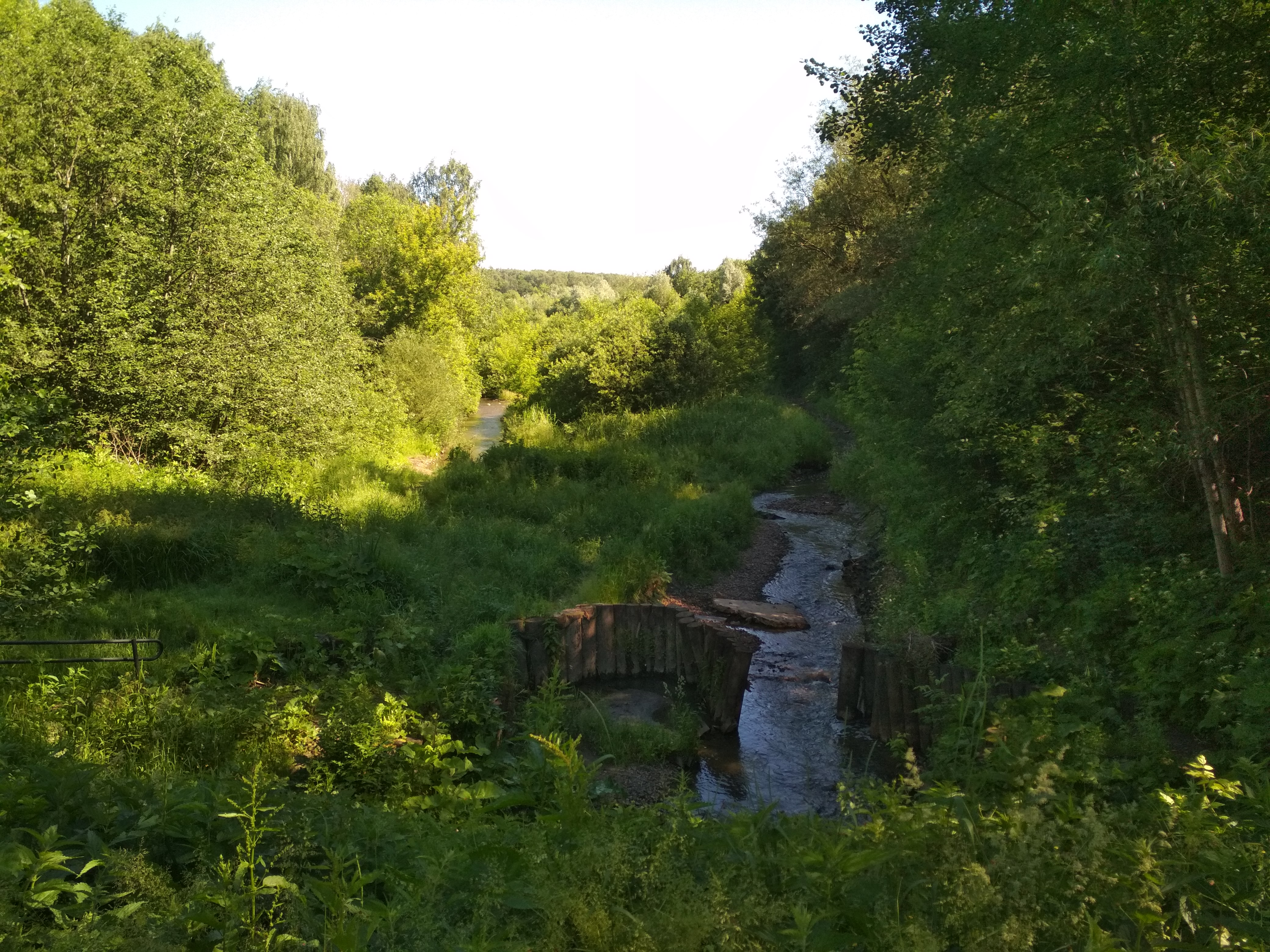
В 2021 году плотина была прорвана, островов не осталось

## Описание
С левой стороны в Алтуфьевскую речку впадает довольно большой Девкин ручей, берущий начало в области. Имеются родники, один из них освящённый, с небольшой часовней. Несколько ниже из коллектора вытекает довольно полноводный безымянный приток и впадает в него справа.
Алтуфьевская речка проходит вдоль северной и восточной границ Лианозовского лесопарка. В 2007—2008 годы в этих местах была проведена масштабная рекультивация местности, в ходе которой было уничтожено много прибрежной и древесной растительности. На северной стороне леса образовались и начали гнить на жаре болотистые канавы. Летом 2008 года Алтуфьевская речка на этом участке выглядела как обыкновенный ручей без густой растительности. На востоке лесопарка также многое изменилось — высохло тростниковое болото в пойме Алтуфьевской речки. На этой территории, впритык до самого коллектора, был обустроен пруд с берегами, укреплёнными брёвнами, островами и мостами. Но река не достаточно чистая и быстрая, чтобы поддерживать нормальное состояние пруда, из-за чего он весьма загрязнён, к тому же в окрестностях отсутствует растительность. Справа, из леса, реку подпитывают несколько ручьёв, многие из которых постоянно полноводны.